# Move (The Move)
| Recensione              | Giudizio        |
| ----------------------- | --------------- |
| AllMusic                | [ 1 ]           |
| Sputnikmusic            | 4.0 (Excellent) |
| Progarchives.com        | [ 3 ]           |
| Dizionario del Pop-Rock | [ 4 ]           |
| 24.000 dischi           | [ 5 ]           |

Move è il primo album discografico del gruppo musicale rock inglese The Move, pubblicato dall'etichetta discografica Regal Zonophone Records nel marzo o nell'aprile del 1968.

## Tracce
Lato A
Testi e musiche di Roy Wood, eccetto dove indicato.
1. Yellow Rainbow – 2:35
2. Kilroy Was Here – 2:43
3. (Here We Go Round) The Lemon Tree – 2:51
4. Weekend – 1:46 (Bill Post, Doree Post)
5. Walk Upon the Water – 3:21
6. Flowers in the Rain – 2:27
7. Hey Grandma – 3:09 (Jerry Miller, Don Stevenson)

Lato B
Testi e musiche di Roy Wood, eccetto dove indicato.
1. Useless Information – 2:55
2. Zing! Went the Strings of My Heart – 2:48 (James Frederick Hanley)
3. The Girl Outside – 2:52
4. Fire Brigade – 2:22
5. Mist on a Monday Morning – 2:30
6. Cherry Blossom Clinic – 2:30

Edizione CD del 1992, pubblicato dalla Repertoire Records (REP 4285-WY)
Testi e musiche di Roy Wood, eccetto dove indicato.
1. Yellow Rainbow – 2:35
2. Kilroy Was Here – 2:43
3. (Here We Go Round) The Lemon Tree – 2:59
4. Weekend – 1:46 (Bill Post, Doree Post)
5. Walk Upon the Water – 3:22
6. Flowers in the Rain – 2:29
7. Hey Grandma – 3:11 (Jerry Miller, Don Stevenson)
8. Useless Information – 2:56
9. Zing! Went the Strings of My Heart – 2:49 (James Frederick Hanley)
10. The Girl Outside – 2:53
11. Fire Brigade – 2:22
12. Mist on a Monday Morning – 2:30
13. Cherry Blossom Clinic – 2:30
14. Night of Fear – 2:15 – Bonus Track
15. The Disturbance – 2:47 – Bonus Track
16. I Can Hear the Grass Grow – 3:06 – Bonus Track
17. Wave Your Flag and Stop the Train – 2:56 – Bonus Track
18. Flowers in the Rain – 2:27 – Bonus Track - Single Version
19. Wild Tiger Woman – 2:40 – Bonus Track
20. Omnibus – 3:57 – Bonus Track

Edizione CD del 1998, pubblicato dalla Repertoire Records (REP 4690-WY)
Testi e musiche di Roy Wood, eccetto dove indicato.
1. Yellow Rainbow – 2:34
2. Kilroy Was Here – 2:43
3. (Here We Go Round) The Lemon Tree – 3:00
4. Weekend – 1:46 (Bill Post, Doree Post)
5. Walk Upon the Water – 3:22
6. Flowers in the Rain – 2:21
7. Hey Grandma – 3:10 (Jerry Miller, Don Stevenson)
8. Useless Information – 2:56
9. Zing! Went the Strings of My Heart – 2:48 (James Frederick Hanley)
10. The Girl Outside – 2:54
11. Fire Brigade – 2:22
12. Mist on a Monday Morning – 2:30
13. Cherry Blossom Clinic – 2:30
14. Night of Fear – 2:15 – Bonus Track
15. The Disturbance – 2:47 – Bonus Track
16. I Can Hear the Grass Grow – 3:06 – Bonus Track
17. Wave Your Flag and Stop the Train – 2:56 – Bonus Track
18. Vote for Me – 2:48 – Bonus Track
19. The Disturbance – 2:00 – Bonus Track - Alternate Version
20. Fire Brigade – 2:17 – Bonus Track - Alternate Version
21. Second Class (She's Too Good for You) – 2:05 – Bonus Track
22. Cherry Blossom Clinic – 2:52 – Bonus Track
23. (Here We Go Round) The Lemon Tree – 2:57 – Bonus Track
24. Weekend – 1:46 (Bill Post, Doree Post) – Bonus Track
25. Flowers in the Rain – 2:28 – Bonus Track
26. Useless Information – 2:56 – Bonus Track
27. Zing! Went the Strings of My Heart – 2:49 (James Frederick Hanley) – Bonus Track
28. The Girl Outside – 2:56 – Bonus Track
29. Walk Upon the Water – 3:22 – Bonus Track

Edizione doppio CD del 2007, pubblicato dalla Salvo Records (SALVODCD207)
CD 1
Move (Mono - Original Album)
- Testi e musiche di Roy Wood, eccetto dove indicato.

1. Yellow Rainbow – 2:35
2. Kilroy Was Here – 2:43
3. (Here We Go Round) The Lemon Tree – 3:08
4. Weekend – 1:45 (Bill Post, Doree Post)
5. Walk Upon the Water – 3:16
6. Flowers in the Rain – 2:29
7. Hey Grandma – 3:10 (Don Stevenson, Jerry Miller)
8. Useless Information – 2:59
9. Zing! Went the Strings of My Heart – 2:46 (James Frederick Hanley)
10. The Girl Outside – 2:53
11. Fire Brigade – 2:21
12. Mist on a Monday Morning – 2:29
13. Cherry Blossom Clinic – 2:30
14. Vote for Me – 2:48 – Bonus Track
15. Disturbance – 2:48 – Bonus Track
16. Night of Fear – 2:14 – Bonus Track
17. Wave the Flag and Stop the Train – 2:56 – Bonus Track
18. I Can Hear the Grass Grow – 3:05 – Bonus Track

CD 2
New Movement (Stereo - Previously Unreleased)
- Testi e musiche di Roy Wood, eccetto dove indicato.

1. Move Intro – 0:25
2. Move – 2:02
3. Cherry Blossom Clinic – 2:41
4. Fire Brigade – 2:20
5. Kilroy Was Here – 2:43
6. (Here We Go Round) The Lemon Tree – 3:17
7. Weekend – 1:55 (Bill Post, Doree Post)
8. Zing! Went the Strings of My Heart – 2:46 (James Frederick Hanley)
9. Don't Throw Stones at Me – 2:41
10. Mist on a Monday Morning – 2:28
11. Vote for Me (Alternate Version) – 2:49
12. Night of Fear – 2:21
13. The Girl Outside (Alternate Take) – 2:53
14. Walk Upon the Water – 3:22
15. Useless Information – 2:55
16. Flowers in the Rain – 2:41

## Formazione
- Roy Wood - chitarra, voce
- Carl Wayne - voce solista
- Ace Kefford - chitarra
- Trevor Burton - basso
- Bev Bevan - batteria[13]
- Roy Wood - chitarra solista, voce
- Carl Wayne - voce solista
- Trevor Burton - chitarra ritmica, voce
- Chris Ace Kefford - basso, voce
- Bev Bevan - batteria, percussioni, voce[14]

Altri musicisti
- Nicky Hopkins - piano (brano: Hey Grandma)[15]
- Nicky Hopkins - clavicembalo (brano: Mist on a Monday Morning)[15]
- Tony Visconti - arrangiamento strumenti ad arco, strumenti a fiato e woodwind

Note aggiuntive
- Denny Cordell - produttore
- Registrazioni effettuate in varie sessioni tra il gennaio del 1966 ed il febbraio del 1968 al: Advision Sound Studios, De Lane Lea Studios e Olympic Sound Studios[16]
- Gerald Chevin - ingegnere delle registrazioni (Advision Sound Studios)[16]
- Eddie Offord - assistente ingegnere delle registrazioni (Advision Sound Studios)[16]
- Mike Weighell - ingegnere delle registrazioni (De Lane Lea Studios)[16]
- Terry, Glyn Johns, Andy Johns e Phill Chapman - ingegneri delle registrazioni (Olympic Sound Studios)[16]
- Bobby Davidson - fotografie
- The Fool - design copertina album[17]

## Classifica
Album
| Anno | Classifica            | Posizione raggiunta |
| ---- | --------------------- | ------------------- |
| 1968 | Official Albums Chart | 15                  |

Singoli
| Anno | Titolo del brano    | Classifica             | Posizione raggiunta |
| ---- | ------------------- | ---------------------- | ------------------- |
| 1967 | Flowers in the Rain | Official Singles Chart | 2                   |
| 1968 | Fire Brigade        | Official Singles Chart | 3                   |